# Арсизак ез Англе
Арсизак ез Англе (фр. Arcizac-ez-Angles) насеље је и општина у јужној Француској у региону Миди Пирене, у департману Горњи Пиринеји која припада префектури Аржеле Газо.
По подацима из 2011. године у општини је живело 269 становника, а густина насељености је износила 139,38 становника/km². Општина се простире на површини од 1,93 km². Налази се на средњој надморској висини од 408 метара (максималној 535 m, а минималној 380 m).

## Демографија
| 1962. | 1968. | 1975. | 1982. | 1990. | 1999. | 2011. |
| ----- | ----- | ----- | ----- | ----- | ----- | ----- |
| 118   | 138   | 130   | 127   | 157   | 191   | 269   |

График промене броја становника у току последњих година